# Regering-Picqué IV
De regering-Picqué IV (16 juli 2009 - 7 mei 2013) was een Brusselse Hoofdstedelijke Regering, onder leiding van Charles Picqué (PS). Het was een zesdelige coalitie: de socialistische PS (21 zetels), de ecologische partijen Ecolo (16 zetels) en Groen! (2 zetels), de christendemocratische partijen cdH (11 zetels) en CD&V (3 zetels) en de Vlaamse liberalen van Open Vld (4 zetels).
De regering volgde de regering-Picqué III op na de gewestverkiezingen van 7 juni 2009 en werd opgevolgd door de regering-Vervoort I na het ontslag van minister-president Charles Picqué.

## Samenstelling

### Brusselse Hoofdstedelijke Regering
| Naam | Naam                        | Partij | Partij   | Functie en bevoegdheden                                                                                | Termijn                         |
| ---- | --------------------------- | ------ | -------- | --- | ------------------------------- |
|      | Charles Picqué (1948)       |        | PS       | Minister-president en Minister Plaatselijke Besturen, Ruimtelijke Ordening, Monumenten en Landschappen | 16 juli 2009 - 7 mei 2013       |
|      | Jean-Luc Vanraes (1954)     |        | Open Vld | Minister Financiën, Begroting                                                                          | 16 juli 2009 - 16 december 2011 |
|      | Guy Vanhengel (1958)        |        | Open Vld | Minister Financiën, Begroting                                                                          | 16 december 2011 - 7 mei 2013   |
|      | Évelyne Huytebroeck (1958)  |        | Ecolo    | Minister Leefmilieu en Energie                                                                         | 16 juli 2009 - 7 mei 2013       |
|      | Brigitte Grouwels (1953)    |        | CD&V     | Minister Openbare Werken, Vervoer, Informatica en Haven                                                | 16 juli 2009 - 7 mei 2013       |
|      | Benoît Cerexhe (1961)       |        | cdH      | Minister Economie, Tewerkstelling, Wetenschappelijk Onderzoek en Buitenlandse Handel                   | 16 juli 2009 - 8 maart 2013     |
|      | Céline Fremault (1973)      |        | cdH      | Minister Economie, Tewerkstelling, Wetenschappelijk Onderzoek en Buitenlandse Handel                   | 8 maart 2013 - 7 mei 2013       |
|      | Emir Kir (1968)             |        | PS       | Staatssecretaris Stedenbouw en Openbare Netheid                                                        | 16 juli 2009 - 17 oktober 2012  |
|      | Rachid Madrane (1968)       |        | PS       | Staatssecretaris Stedenbouw en Openbare Netheid                                                        | 17 oktober 2012 - 7 mei 2013    |
|      | Bruno De Lille (1973)       |        | Groen!   | Staatssecretaris Mobiliteit, Openbaar Ambt, Gelijke Kansen en Administratieve Vereenvoudiging          | 16 juli 2009 - 7 mei 2013       |
|      | Christos Doulkeridis (1968) |        | Ecolo    | Staatssecretaris Huisvesting en Brandbestrijding en Dringende Medische Hulp                            | 16 juli 2009 - 7 mei 2013       |

### Gemeenschapscommissies

#### Gemeenschappelijke Gemeenschapscommissies (GGC)
| Naam | Naam                       | Partij | Partij   | Functie en bevoegdheden                                                                    | Termijn                         |
| ---- | -------------------------- | ------ | -------- | ------------------------------------------------------------------------------------------ | ------------------------------- |
|      | Charles Picqué (1948)      |        | PS       | Voorzitter                                                                                 | 16 juli 2009 - 7 mei 2013       |
|      | Jean-Luc Vanraes (1954)    |        | Open Vld | Minister Gezondheidsbeleid, Financiën, Begroting en Externe Betrekkingen                   | 16 juli 2009 - 16 december 2011 |
|      | Guy Vanhengel (1958)       |        | Open Vld | Minister Gezondheidsbeleid, Financiën, Begroting en Externe Betrekkingen                   | 16 december 2011 - 7 mei 2013   |
|      | Benoît Cerexhe (1961)      |        | cdH      | Minister Gezondheidsbeleid en Openbaar Ambt                                                | 16 juli 2009 - 8 maart 2013     |
|      | Céline Fremault (1973)     |        | cdH      | Minister Gezondheidsbeleid en Openbaar Ambt                                                | 8 maart 2013 - 7 mei 2013       |
|      | Brigitte Grouwels (1953)   |        | CD&V     | Minister Beleid inzake Bijstand aan Personen en Openbaar Ambt                              | 16 juli 2009 - 7 mei 2013       |
|      | Évelyne Huytebroeck (1958) |        | Ecolo    | Minister Beleid inzake Bijstand aan Personen, Financiën, Begroting en Externe Betrekkingen | 16 juli 2009 - 7 mei 2013       |

#### Vlaamse Gemeenschapscommissie (VGC)
| Naam | Naam                     | Partij | Partij   | Functie en bevoegdheden                                   | Termijn                         |
| ---- | ------------------------ | ------ | -------- | --------------------------------------------------------- | ------------------------------- |
|      | Jean-Luc Vanraes (1954)  |        | Open Vld | Voorzitter Onderwijs, Vorming en Begroting                | 16 juli 2009 - 16 december 2011 |
|      | Guy Vanhengel (1958)     |        | Open Vld | Voorzitter Onderwijs, Vorming en Begroting                | 16 december 2011 - 7 mei 2013   |
|      | Brigitte Grouwels (1953) |        | CD&V     | Minister Welzijn, Gezondheid, Gezin, Media en Patrimonium | 16 juli 2009 - 7 mei 2013       |
|      | Bruno De Lille (1973)    |        | Groen!   | Minister Cultuur, Jeugd, Sport en Ambtenarenzaken         | 16 juli 2009 - 7 mei 2013       |

#### Franse Gemeenschapscommissie (FGC)
| Naam                    | Naam                        | Partij                         | Partij | Functie en bevoegdheden                                                                                                   | Termijn                        |
| ----------------------- | --------------------------- | ------------------------------ | ------ | --- | ------------------------------ |
|                         | Christos Doulkeridis (1968) |                                | Ecolo  | Voorzitter Begroting, Onderwijs en Toerisme                                                                               | 16 juli 2009 - 7 mei 2013      |
| Internationale Relaties | Christos Doulkeridis (1968) | 16 juli 2009 - 17 oktober 2012 | Ecolo  | |                                |
|                         | Charles Picqué (1948)       |                                | PS     | Minister Sociale Cohesie                                                                                                  | 16 juli 2009 - 7 mei 2013      |
|                         | Benoît Cerexhe (1961)       |                                | cdH    | Minister Gezondheidsbeleid, Openbaar Ambt en Opleiding van de Middenklasse                                                | 16 juli 2009 - 8 maart 2013    |
|                         | Céline Fremault (1973)      |                                | cdH    | Minister Gezondheidsbeleid, Openbaar Ambt en Opleiding van de Middenklasse                                                | 8 maart 2013 - 7 mei 2013      |
|                         | Évelyne Huytebroeck (1958)  |                                | Ecolo  | Minister Beleid inzake Begeleiding van Personen met een Handicap                                                          | 16 juli 2009 - 7 mei 2013      |
|                         | Emir Kir (1968)             |                                | PS     | Minister' Sociale Actie, Gezinsbeleid, Sport, Transport naar School, Cultuur en Beroepsopleiding                          | 16 juli 2009 - 17 oktober 2012 |
|                         | Rachid Madrane (1968)       |                                | PS     | Minister' Sociale Actie, Gezinsbeleid, Sport, Transport naar School, Cultuur, Beroepsopleiding en Internationale Relaties | 17 oktober 2012 - 7 mei 2013   |

### Herschikkingen
- Op 16 december 2011 verdwijnt Jean-Luc Vanraes (Open Vld) uit de Brusselse regering omdat Guy Vanhengel zijn plaats inneemt als Brussels minister van Begroting en Financiën.
- Op 17 oktober 2012 wordt Emir Kir vervangen door Rachid Madrane omdat hij burgemeester van Sint-Joost-ten-Node wordt.
- Op 8 maart 2013 wordt Benoît Cerexhe (cdH) vervangen door Céline Fremault omdat hij burgemeester van Sint-Pieters-Woluwe wordt.

Picqué I · 
Picqué II · 
Simonet I · 
de Donnea · 
Ducarme · 
Simonet II · 
Picqué III · 
Picqué IV · 
Vervoort I ·
Vervoort II ·
Vervoort III